# 毒薬と老嬢
『毒薬と老嬢』（どくやくとろうじょう）は、ジョセフ・ケッセルリングが1939年に発表した戯曲。

## 概要
「毒薬と老嬢」の原題は、「Arsenic and Old Lace」（ヒ素と古いレース）。砒素は毒薬で、古いレースは、主人公である老姉妹の古風な衣装を縁取るレースのこと。ニューヨークのブルックリンにあるヴィクトリア朝風の瀟洒な屋敷の部屋を天涯孤独の老人達に下宿として開放し、いわば人助けとして砒素入り酒を振舞ってあの世へ送る上品な老姉妹をめぐるブラックコメディ

。
初演は、リンゼイ・アンド・クラウス製作、ブレテーヌ・ウィンダスト演出で、 1941年1月10日にブロードウェイのフルトン劇場で開幕した。1943年9月25日にはハドソン劇場に移り、1944年6月17日に閉幕するまで1,444回の公演を行った。マルセル・ヴァーネル演出、ウェスト・エンド・シアターのストランド劇場（現ノヴェロ劇場）でも同様にロングラン公演となった。1942年12月23日に開幕し、1946年3月2日に閉幕するまで、合計1,337回の公演を行った。
日本での初演は、1951年、東京・三越劇場にて、宝塚歌劇団退団後の轟夕起子らにより上演され

、1987年からは、黒田絵美子の翻訳で劇団NLTが今に続く多くの公演を行っている
。また、2022年には、松竹の製作で関西弁バージョンが上演された。

## あらすじ
モーティマー・ブリュースターは、ニューヨーク、ブルックリンに住む演劇評論家。狂気じみた殺人鬼の家族や地元警察と対峙しながら、牧師の娘であるエレイン・ハーパーとの結婚の約束を果たすべきかどうか悩む。
彼の家族には、独身の叔母アビーとマーサ・ブリュースターがいる。2人は、自家製の毒入り酒で、老い先短い不幸な老人たちを安らかに眠らせることを秘かな楽しみにしている。次兄のテディは、自分がルーズベルト大統領だと信じ、ブリュースター家の地下室でパナマ運河を掘っている。実際には、それは叔母たちの犠牲者の墓になっているが、テディは彼らが黄熱病で亡くなったと思っている。そんな中、殺人鬼である長兄ジョナサンが、アルコール依存症の共犯者である医師アインシュタインよる整形手術を受け、身元を隠すためにブリュースター家に帰ってくる。
モーティマーは家族から狂気を一掃する方法を見つけようと苦心し、ジョナサンの件は警察に任せ、最終的にテディと叔母たちを養護施設に送ることにする。

## 登場人物
- エビイ（アビー）：老姉妹の姉。
- マーサ：同・妹。

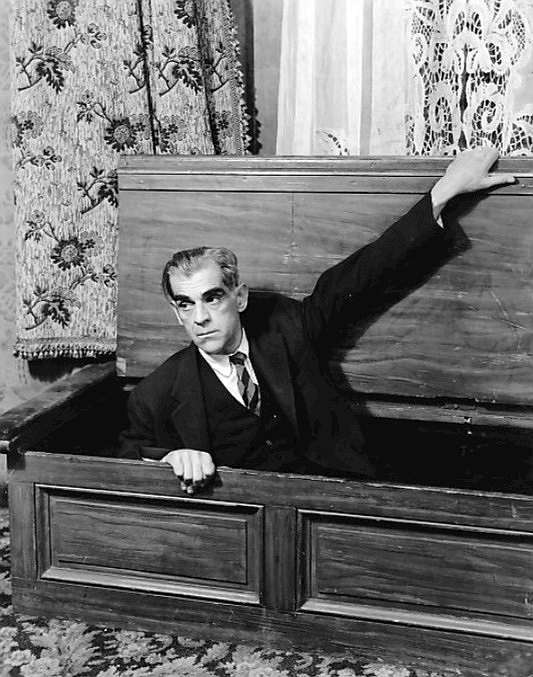
ジョナサン（ボリス・カーロフ）。ブロードウェイ版より。

- モーティマー：老姉妹の3人いる甥のうちの末っ子。新聞記者。
- テディ：老姉妹の甥。次男。老姉妹と同居している。自らをルーズベルト大統領だと思い込んでいる。
- ジョナサン：老姉妹の甥。長男。殺人罪で指名手配されている。顔の整形手術により「フランケンシュタインの怪物」そっくりになってしまった。
- アインシュタイン：ジョナサンと共に行動し指名手配されている外科医。ジョナサンの顔の整形手術は彼によるもの。
- エレーン：モーティマーの恋人。
- ハーパー：エレーンの父親。老姉妹の家の隣に建つ教会の牧師。
- ギブス：老姉妹宅の部屋を借りに来る老人。
- ブロフィー：警察官。
- クライン：ブロフィーの同僚。
- オハラ：ブロフィー達の同僚。趣味で本を執筆をしている。
- ルーニー：刑事部長。
- ウィザースプーン：養護施設の所長。

## 日本語訳書
- 『英和対訳モーション・ピクチュア・ライブラリーNo.17』 訳：折戸礼司 (ケーリー・グラント主演映画シナリオの翻訳　出版社：世界文庫　刊行年：1948年　表紙絵：野口久光)
- 『毒薬と老嬢』 訳：黒田絵美子（出版社：新水社　刊行年：1987年　ISBN 491-5-16-5124）

## 日本における主な上演
- 三越現代劇第二回公演　1951年7月11日 - 29日、三越劇場、翻訳・演出：菅原卓、出演：轟夕起子、南義江[8][9]
- 劇団雲公演　東京・三百人劇場、1974年12月4日 - 15日、翻訳：沼澤洽治、脚色：荒川哲生、沼澤洽治、演出：荒川哲生、出演：南美江、新村礼子[10]
- 劇団NLT公演[11]
  - 1987年5月8日-24日、博品館劇場、演出：デボラ・ディスノー、出演：北林谷栄、賀原夏子
  - 1989年10月20日–11月5日、博品館劇場、演出：大江夏生、出演：賀原夏子、中村メイコ[12]
  - 1991年1月5日–13日、博品館劇場、演出：大江夏生、出演：賀原夏子・淀かおる
  - 1998年4月4日-8日、博品館劇場、演出：井上思　出演：岡田茉莉子、木村有里
  - 2002年3月5日、かめありリリオホール、演出：グレッグ・デール、出演：淡島千景、淡路恵子
  - 2004年5月21日-30日、博品館劇場、演出：グレッグ・デール、出演：淡島千景、淡路恵子
  - 2018年2月28日-3月4日、博品館劇場、演出：賀原夏子/グレッグ・デール　出演：木村有里、阿知波悟美
  - 2021年7月19日、亀戸文化センター カメリアホール、演出：賀原夏子、グレッグ・デール　出演：木村有里、阿知波悟美
- 松竹主催公演[13]　2022年3月16日 - 20日：新橋演舞場、3月26日 - 27日：名古屋御園座、4月2日：久留米シティプラザ ザ・グランドホール、4月9日 - 10日：札幌道新ホール、4月16日 - 24日：大阪松竹座、演出：錦織一清、脚色：せきどみきのぶ、音楽：岸田敏志、出演：久本雅美、藤原紀香
- アンクル・シナモン（錦織一清）主催公演[14][15]　2025年3月27日 – 4月4日：三越劇場、演出：錦織一清　脚本：浩寛、音楽：岸田敏志、出演：久本雅美、大湖せしる

## 解説
芝居の時代設定1941年当時、アメリカ社会では、ワスプ（WASP：ホワイト・アングロサクソン・プロテスタント）が最高位のエリートであった。ブリュースター家は、メイフラワー号に乗ってイギリスから新大陸アメリカに渡ってきた人々の末裔、誇り高きワスプである。60歳代後半とされているマーサとアビー姉妹は、ヴィクトリア朝（1837年 - 1901年、イギリス）時代の只中に生まれ、イギリス文化の影響が色濃く反映された青春時代を過ごしてきたことになる。ヴィクトリア朝は、産業革命による急激な社会変動の一方で、宗教、道徳による抑圧が強く、堅苦しい風俗習慣や善悪の観念がおしつけられるという矛盾をはらんだ社会であった
。
甥のテディは、自分の幼いころ大統領だった、そして自分と同名のセオドア（テディ） ・ルーズベルト大統領になりきっているが、ちょうど舞台上の現在は、フランクリン・ルーズベルトが大統領。第二次世界大戦のさなかである。
『毒薬と老嬢』は、上品と守旧の典型である姉妹が、神への恐れもなく楽しげに重大犯罪を繰り返しているところにブラックコメディたる所以があるのだが、劇作家の飯沢匡は、「これも第二次大戦という世界史的な大量虐殺のあとだからこそ意味がある」とする。チャップリンの『殺人狂時代』が、まともに抗議を示したことと比較して、「神への不信」というものを喜劇という形で「ずるく、さり気なく漫画のタッチで」表明したケッセルリングを高く評価している。
また、作家で文芸評論家の花田清輝は、『毒薬と老嬢』について、「固定観念に憑かれている登場人物が、ドン・キホーテのように、外界と断絶しながら、ひたすらおのれの観念の指示するがままに、猪突猛進するところから奇怪きわまる局面がうまれる」とし、そこに演劇の伝統であるファルス（笑劇、道化芝居）精神が息づいていると評している。
「ぼけ酒」と訳されている自家製ワインは、原文では、エルダベリーワインとなっている。エルダーの和名は、ニワトコ。西洋においてニワトコは、不死や回春の象徴であるとともに、反面でユダが首をつった木として不吉とも言われている。また、中世には魔女が変身するとされていた。劇中の孤独な老人たちは、不死、回春を象徴するエルダーの酒を上品な老婦人からやさしく勧められ、グラスを手に取るしかない。キリスト教では、死は復活への期待を秘めた旅立ちである
。